# S 1 (väg)
| ს 1 |

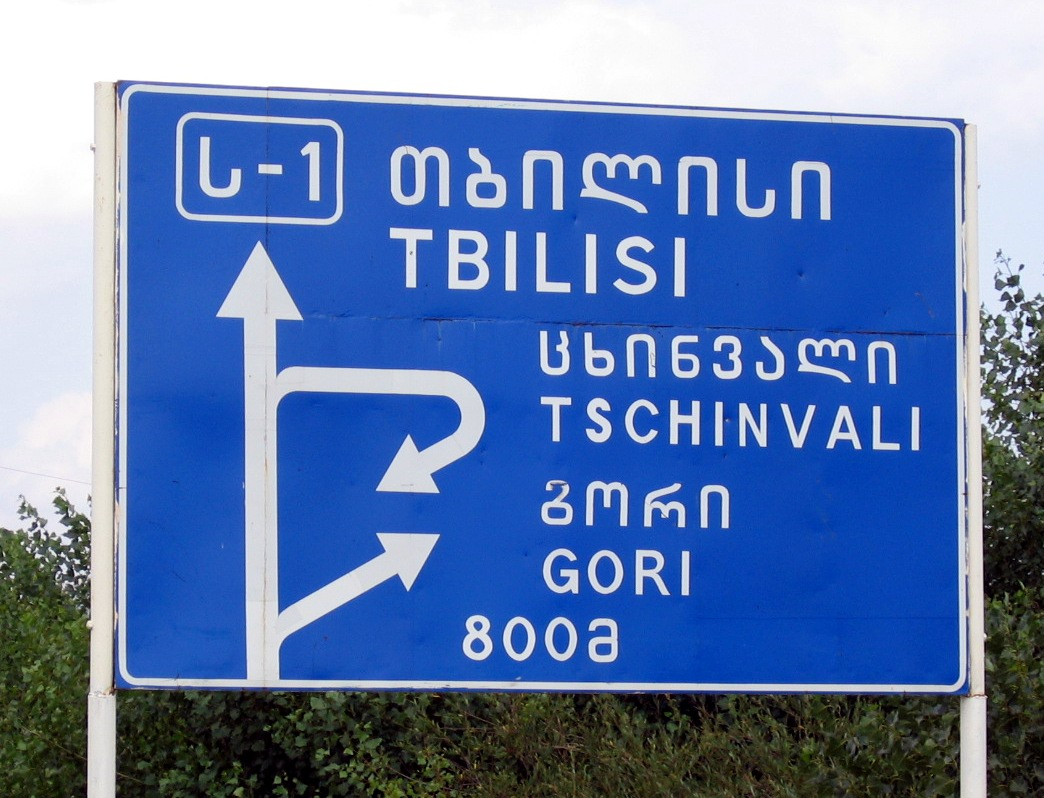
ს 1 på en georgisk vägskylt.

S 1, egentligen ს 1 (georgiska: საქართველოს საავტომობილო მაგისტრალი, Sakartvelos saaktomobilo magistrali) är den största vägen inom Georgiens regionala vägnätverk. Vägen startar i huvudstaden Tbilisi och slutar i västra Georgien. Vägen sammanfaller även med landets största Europaväg, E60.